# استخوانچه‌داران
استخوانچه‌داران (نام علمی: Ostariophysi) نام یک فراراسته از  فرورده پیوسته‌استخوانان است.